# Cupido ottobonis
Cupido ottobonis är en fjärilsart som beskrevs av Hans Fruhstorfer 1924. Cupido ottobonis ingår i släktet Cupido och familjen juvelvingar. Inga underarter finns listade i Catalogue of Life.